# تشو ياتشين
تشو ياتشين (الصينية : 周雅琴؛ من مواليد 12 نوفمبر 2005) هي لاعبة جمباز فنية صينية الملقبة بـ "الملكة تشين"، حصلت على الميدالية الفضية في مشاركتها الأولمبية الأولى في 18 من عمرها فقط في دورة الألعاب الأولمبية الصيفية 2024 خلف اللاعبة الإيطالية أليس داماتو في حدث عارضة التوازن، ظهرت تشو لأول مرة على المسرح العالمي في بطولة العالم للجمباز الفني حيث فازت يالميدالية الفضية في بطولة العالم للجمباز الفني 2023 في عارضة التوازن، حيث خسرت بفارق 0.1 نقطة فقط أمام لاعبة الجمباز الأمريكية سيمون بايلز.
في سلسلة كأس العالم للجمباز الفني 2024 في كوتبوس، فازت تشو بميداليتين ذهبيتين، واحدة في مسابقة عارضة التوازن والأخرى في حركات الأرضية.

## مسيرتها مهنية
بدأت تشو ممارسة الجمباز في هنغيانغ عندما كانت في الثالثة من عمرها.

### مستوى المبتدئ
تنافست تشو مع فريق مقاطعة هونان في بطولة الصين 2019 حيث احتلوا المركز السادس. ثم في دورة الألعاب الوطنية الصينية للشباب، احتلت المركز الرابع عشر في جمباز الشامل. ثم احتلت المركز 13 في جميع أنحاء العالم البطولة الفردية الصينية 2019. ظهرت لأول مرة على المستوى الدولي في كأس الآمال الأولمبية 2019 في ليبيريتس، جمهورية التشيك حيث فاز الفريق الصيني بالميدالية الذهبية بشكل فردي، وحصلت على المركز السابع في التمرين الشامل والثامن في نهائي حدث الحركات الأرضية. في بطولة الصين 2020، احتلت تشو المركز 17 في الجمباز الشامل. ثم في البطولات الفردية الصينية، فازت بالميدالية الذهبية في عارضة التوازن بنتيجة 15.066.

## روابط خارجية
- تشو ياتشين في اللجنة الأولمبية الدولية